# Forest, Belgia
Forest în franceză sau Vorst în neerlandeză (ambele sunt denumiri oficiale) este una din cele 19 comune din Regiunea Capitalei Bruxelles, Belgia. Este situată în partea de sud-est a aglomerației Bruxelles, și se învecinează cu comunele Anderlecht, Ixelles, Saint-Gilles și  Uccle din Regiunea Capitalei și cu comuna Drogenbos situată în Regiunea Flandra.
Pe teritoriul comunei se găsește o sală polivalentă, Forest National, cea mai mare sală din Belgia, o uzină de automobile Volkswagen și o pușcărie importantă. De asemenea cel mai înalt punct al Regiunii Capitalei de aproximativ 100 m se găsește pe teritoriul comunei, colină pe care a fost construită o biserică în stil Art Deco.

## Istoric

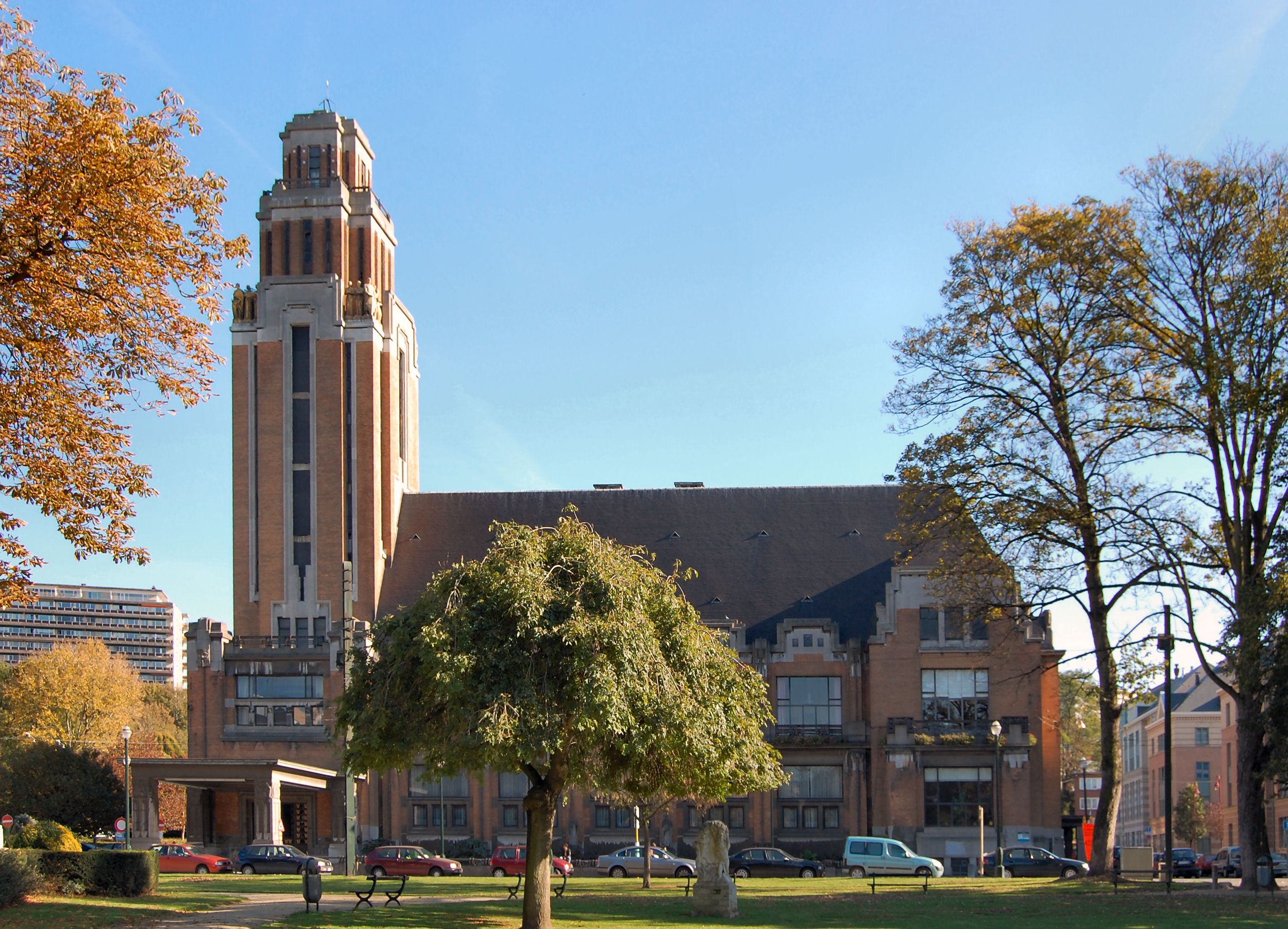
Primăria

Un prim cătun a apărut pe teritoriul comunei în secolul al VII-lea de-a lungul râului Geleysbeek, un afluent al râului Senne. În secolul al XIII-lea călugării de la Affligem, propietarii ecleziastici ai teritoriului, au construit o mică abație pentru femei. În aceeași perioadă biserica loală a fost reconstruită în stil gotic. 
Datorită abației sale, satul a prosperat. În 1764 un incendiu devastează mare parte a localității, iar trei decenii mai târziu, în timpul Revoluției Franceze abația este desființată. Comuna Forest este înființată cu această ocazie. În 1964 municipalitatea a cumpărat vechea abație și a restaurat-o.

## Personalități năsscute aici
- Raymond Goethals (1921 - 2004), fotbalist, antrenor.

## Orașe înfrățite
- Courbevoie, Franța;

1. ↑  Totale oppervlakte volgens het Kadasterregister, België, gewesten en provincies (în neerlandeză), Algemene Directie Statistiek[*]
2. ↑  GeoNames, accesat în 9 iulie 2017